# 常志强
常志强（1928年2月—2022年12月29日），南京人，南京大屠杀幸存者。

## 生平
常志强家住南京城东八宝街1号，日本军队进入南京时，射杀逃跑的难民。常志强和家人躲在一户人家的院内，却不幸被日军发现。常志强的父母和4个年幼的弟弟都被日军杀害，日军后毁尸灭迹。常志强也因为过度惊吓昏死了过去。常志强和姐姐苏醒后，被一个胖妈妈带到家中吃饭，却又不幸地遇到了日军，胖妈妈和常志强的姐姐均被日军强奸。在日军占领南京期间，常志强和姐姐在日本人开设的工厂里面当童工。
日本战败投降后，常志强走上街头，欢庆胜利。1985年，南京建立侵华日军南京大屠杀遇难同胞纪念馆，从此每年的12月13日，常志强都会在名单墙上亲人的名字前面献上一束鲜花。
2022年12月29日，常志强去世，享年94岁。

## 家庭
- 戴英俊：父亲，为了保护家人被日军用刺刀戳死。
- 戴张氏：母亲，为了保护自己的孩子被日军乱刀砍死。
- 大弟弟：被日军乱刀砍死。
- 二弟弟：被日军乱刀砍死。
- 三弟弟：被日军乱刀砍死。
- 小弟弟：被日军砍伤后伤重不治。
- 姐姐：被日军砍伤后又遭轮奸，在日军投降前夕被日军喷洒的不明药剂毒死。[2]